# Funt-siła
Funt-siła – jednostka siły używaną w niektórych krajach. Oznaczany jest symbolem lb lub lbf. Funt-siła jest to siła, z jaką Ziemia przyciąga ciało o masie jednego funta, przyjmując że przyspieszenie ziemskie ma standardową wartość 9,80665 m/s² (przyjętą na Międzynarodowej Konferencji Miar i Wag).
Z definicji wynika zależność pomiędzy funtem-siłą a niutonem
{\displaystyle 1\,\,\operatorname {lbf} =1\,\,\operatorname {lb} \cdot g}
{\displaystyle 1\,\,\operatorname {lbf} =0{,}45359237\,\,\operatorname {kg} \cdot 9{,}80665{\frac {\operatorname {m} }{\operatorname {s} ^{2}}}=4{,}4482216152605\,\,\operatorname {N} }
Funt-siła często nazywany jest funtem, tak samo jak anglosaska jednostka masy. Tylko z kontekstu wynika, o którą jednostkę chodzi.